# Hårdhed (vand)
 For alternative betydninger, se Hårdhed. (Se også artikler, som begynder med Hårdhed)
Vands totale indhold af opløst calcium og magnesium betegnes som hårdheden. Hårdheden måles i Danmark i tyske hårdhedsgrader (°dH = grad Deutsche Härte), hvor en hårdhedsgrad svarer til 10 mg opløst calciumoxid pr. liter eller 7,19 mg opløst magnesiumoxid pr. liter.
Nedsivende regnvand og smeltevand fra sne optager kuldioxid fra atmosfæren
og især fra jordluften i rodzonen, hvorved der dannes kulsyre. Kulsyren kan foruden kalk opløse magnesiumcarbonat, der findes i mindre mængder i kalken.
Kalkudvaskningen tilfører derfor grundvandet calcium og magnesium.
| Hårdhed [°dH] | Inddeling i Danmark |
| ------------- | ------------------- |
| 0–4           | Meget blødt         |
| 4–8           | Blødt               |
| 8–12          | Middelhårdt         |
| 12–18         | Temmelig hårdt      |
| 18–24         | Hårdt               |
| 24–30         | Meget hårdt         |
| >30           | Særdeles hårdt      |